# Josep Riera i Puntí
Josep Riera i Puntí (Sant Martí de Provençals, 8 de novembre de 1885 - Reus, Baix Camp, 5 de novembre de 1949) fou un polític català, diputat a Corts Espanyoles durant la Segona República.

## Biografia
Josep Riera va néixer al carrer Major Taulat de Sant Martí de Provençals, encara vila independent, fill de Josep Riera i Padrisa i de Maria Puntí i Costa, quart d'entre els fills. La seva família eren industrials originaris d'Osona, arribats a Sant Martí quan l'avi matern Segimon Puntí va obrir una fàbrica en aquesta població. Josep estudià química a Mülhausen a Grenoble i del 1910 al 1915 va viure a Buenos Aires, on treballà per a l'empresa alemanya Agfa i fou president del Casal Català de Buenos Aires. A Buenos Aires es va casar amb una catalana de família establerta a la ciutat, Remei Segura i Gosch.
El 1916 tornà a Catalunya i treballà a la fàbrica Cros. El 1920 fou nomenat secretari de propaganda de la Unió Catalanista, participà en la Conferència Nacional Catalana de 1922; va donar suport Acció Catalana a les eleccions generals espanyoles de 1923 i fou un dels signataris el 1923 del primer pacte Galeusca. També milità al CADCI i fou secretari de foment de l'Associació Protectora de l'Ensenyança Catalana.
A les eleccions generals espanyoles de 1931 fou elegit diputat a corts per ERC i el 1934 fou president de l'Agrupació de Catalans d'Amèrica per a mantenir una relació més estreta amb els casals catalans a Amèrica. També va impulsar el Comitè Català d'Amics d'Andorra. Es presentà novament a les eleccions generals espanyoles de 1933, però no sortí escollit.
Durant la guerra civil espanyola treballà amb els Jurats Mixtos de Treball i per al Comissariat de Propaganda de la Generalitat de Catalunya, on es dedicà a les relacions amb els catalans de l'estranger i a l'assistència d'infants refugiats. Des del 1937 impulsà el butlletí Butlletí per als Catalans Absents de la Pàtria. A començaments de 1939 fou membre del Comissió Central d'Ajut als Evacuats Catalans.
Un cop acabada la guerra s'amagà a una casa a la Bonanova, però fou detingut el 1941 i condemnat a sis anys i un dia de presó. Passà quinze mesos pres al castell de Montjuïc, d'on fou alliberat a causa d'una greu malaltia. i fou ingressat a l'Institut Pere Mata de Reus, on va morir.
Era renebot del missioner vigatà Segimon Riera (1821-1864) que morí a les Illes Filipines.